# يعقوب سركيس
يعقوب سركيس كاتب عراقي من فضلاء بغداد، وأعيان ادبائها، ومؤرخيها وكتابها، له باع طويل في التأليف والبحث والتنقيب في مختلف الفنون الأدبية، في المجتمع العراقي وتأريخه، وينتمي الباحث والكاتب يعقوب سركيس إلى أسرة عراقية مسيحية ذات أصول أرمنية، كانت تعيش في حلب في بلاد الشام ثم هاجرت إلى العراق واستقرت في مدينة بغداد.

## ولادته ونشأته
ولد يعقوب في بغداد عام 1875 ونشأ فيها، وبعد اكماله دراسته الأولية في مدرسة القديس يوسف لطائفة المسيحيين اللاتين، ولقد امتهن مهنة التعليم فيها، ثم عمل كاتبا في إحدى المحلات التجارية واشتغل في الزراعة، وسافر في مدن العراق كافة من الشمال إلى الجنوب، وعرف طبيعة السكان وطوائفهم واهتماماتهم وعقائدهم. واستطاع في هذه الفترة من نشر بحوثه ودراساته في الكتب والمجلات العراقية، ومنها مجلة لغة العرب للأب انستاس الكرملي التي ضمت الكثير من مقالاته في علم الاجتماع والتاريخ والاقتصاد والآثار والخطط العمرانية وغيرها في الأعوام 1911، 1914، 1921،1926.

## مجلس يعقوب سركيس
اشتهر مجلسه بحضور العلماء والأدباء والمحققين والمؤرخين، وكان يقيم مجلسه في منطقة المربعة على نهر دجلة، حيث يجد عنده الطالبون ضالتهم المنشودة في العلم والأدب والبحوث المختلفة، وكان ذو تواضع وخلق حسن، وله مكتبة حافلة بمراجع العلم والأدب وأمهات الكتب والمؤلفات في اللغة العربية ولقد تجاوز الثمانين من عمره وهو يدرس ويقرأ في مجلسه حتى وفاته.

## وفاته
توفي في يوم 23 كانون الأول من عام 1959.

## مؤلفاته
- المباحث العراقية

وهو مؤلف يقع في مجلدين، ويعتبر من الأبحاث الهامة في الهوية العراقية والمجتمع العراقي وتاريخه.
- كتب ونشر عدد من البحوث والمقالات في الصحف والمجلات العراقية.

## مقالات ذات علاقة
- أرمن العراق.